# Скапа Флоу
Скапа Флоу (на английски: Scapa Flow) е залив при островите Оркни, Шотландия. Има площ от 324 km2 и предоставя естествено пристанище, тъй като е защитен от остров Хой на югозапад, от Саут Роналдсей и Бърей на изток и други. Защитените му води играят важна роля в регионалните пътувания, търговия и въоръжени конфликти през вековете. Викингите акостират със своите кораби в Скапа Флоу преди повече от хиляда години. Това е и главната военноморска база на Великобритания както през Първата световна война, така и през Втората световна война. Все пак, водоемът губи тази си функция през 1956 г.
Дъното на Скапа Флоу е плитко, песъчливо, на дълбочина не повече от 60 m, като по-голямата му част е на 30 m дълбочина. Това е едно от най-големите естествени пристанища в света и разполага с достатъчно пространство, за да побере цял флот. То е приблизително 24 km дълго от север на юг и 13 km широко. Главният му вход се намира в южната му част. Хойският пролив на запад води към Атлантическия океан, а три заплетени канал на изток водят към Северно море.
След потопяването на немския Флот на откритото море след Първата световна война, развалините на корабите създават международно известна дестинация за подводно гмуркане. В Скапа Флоу е разположен и петролен терминал.